# А. Ле Кок Арена
«А. Ле Кок Арена» (эст. A. Le Coq Arena) — футбольный стадион в Таллине, Эстония. Вмещает 15 000 зрителей. Домашний стадион футбольного клуба «Флора» и сборной Эстонии по футболу. Открыт 2 июня 2001 года. Архитектором стадиона был Халдо Оравас. Стадион находится на улице Асула 4c (Asula 4c).

## История
В 2015 году правительство Эстонии решило выделить пять миллионов евро на реконструкцию стадиона.
В мае 2018 года на стадионе было установлено два экрана размером 7х4 метра, стоимость каждого почти 100 000 евро. В этом же году стадион был расширен и теперь вмещает 15 000 человек, до этого он вмещал 10 340 человек.
15 августа 2018 года на стадионе состоялся матч за Суперкубок УЕФА. В нём встретились два мадридских клуба — победитель Лиги Европы «Атлетико» со счётом 4:2 взял верх над победителем Лиги чемпионов «Реалом». На время проведения матча стадиону вернули прежнее название «Лиллекюла», так как правила УЕФА запрещают на мероприятиях под эгидой союза рекламировать алкоголь в любой форме.

## Другие сооружения
В комплекс «А. Ле Кок Арены» также входит «Спортланд Арена» (также известная как «А. Ле Кок мини Арена») — футбольный стадион, вмещающий 1198 зрителей.